# 網引金村
網引 金村（あびき の かなむら、生没年不詳）は、奈良時代の人物。姓は公。

## 概要
備後国葦田郡（現・広島県福山市新市町）の人物。『続日本紀』の記述によると、「8歳の時に父を亡くし、その悲しみに痩せ細ってしまった。次に母の裳にあたって、追い慕う気持ちがますます深くなった。神護景雲2年（768年）2月17日に称徳天皇が褒め称えて位階二位を与え、田租を終身免除とした」とある。

### 伝説
『福山志料』などの郷土史誌によると、金村は孝心が深く孝養が行き届かないところはなかったこと、このことが褒め称えられ方30町の田を賜り家は栄えたこと、新市村（現在の広島県福山市新市町新市地区）大平山の西側山下の糟山という丘に屋敷跡があり、長者屋敷という地名の由来となったこと、さらに貧しかったころに、山に木を切りに入った時に泉を発見し、その水を父母に与えたところそれは美酒であったなどの口碑が紹介されている。

### 異説
江戸時代後期の学者、小寺清之は著作『備後略記』の中で、金村の居所は通説にいう新市村ではなく金丸村（現在の広島県福山市新市町金丸地区）であるとし、主な論拠として次の事柄を挙げている。
- 『続日本紀』本文に「備後国葦田郡」とあるので葦田郡に居住していたことは明らかであり、他の郡に居所を求めるのは誤りである。
- 葦田郡に金丸（カネマル）という村があり、（新市村に隣接する）宮内村に続いている。金村が居住していたからこそ名前が地名に転じたのではないか。
- 金丸村の村長馬屋原九郎右衛門の家に宿って当地の話を聞いた際、古より「金丸畑」という1反15歩の畑があるということで、当所に金村が居住していたことの明らかな証拠である。
- 新市村は（品治郡であり）郡が異なる。また往事は（穴海の）海中であり、居住できる場所はあってはならないはずである。
- 新市村は当時葦田郡であったとすると宮内村が品治郡の飛び地ということになる。また新市村・宮内村とも当時葦田郡であったというのは、『延喜式神名帳』が宮内村にある多理比理神社（吉備津神社境内社）を「品治郡一座」と記すことを説明できていない。

### 氏姓
網引公という氏姓は、「網を張って漁獲を業とする民」の長たる地方豪族のものであって、全国各地に分布している。そのうち、葦田郡に移住した氏族もあったと考えられる。

## 評価
郷土史家の村上正名は、江戸時代中期以降、備後福山藩では頻発する百姓一揆の対策として、朱子学的な発想から孝子・節婦の顕彰により人身安定の策を講じた時代背景の下で、金村の業績は誇張されていったと指摘している。

## 史跡

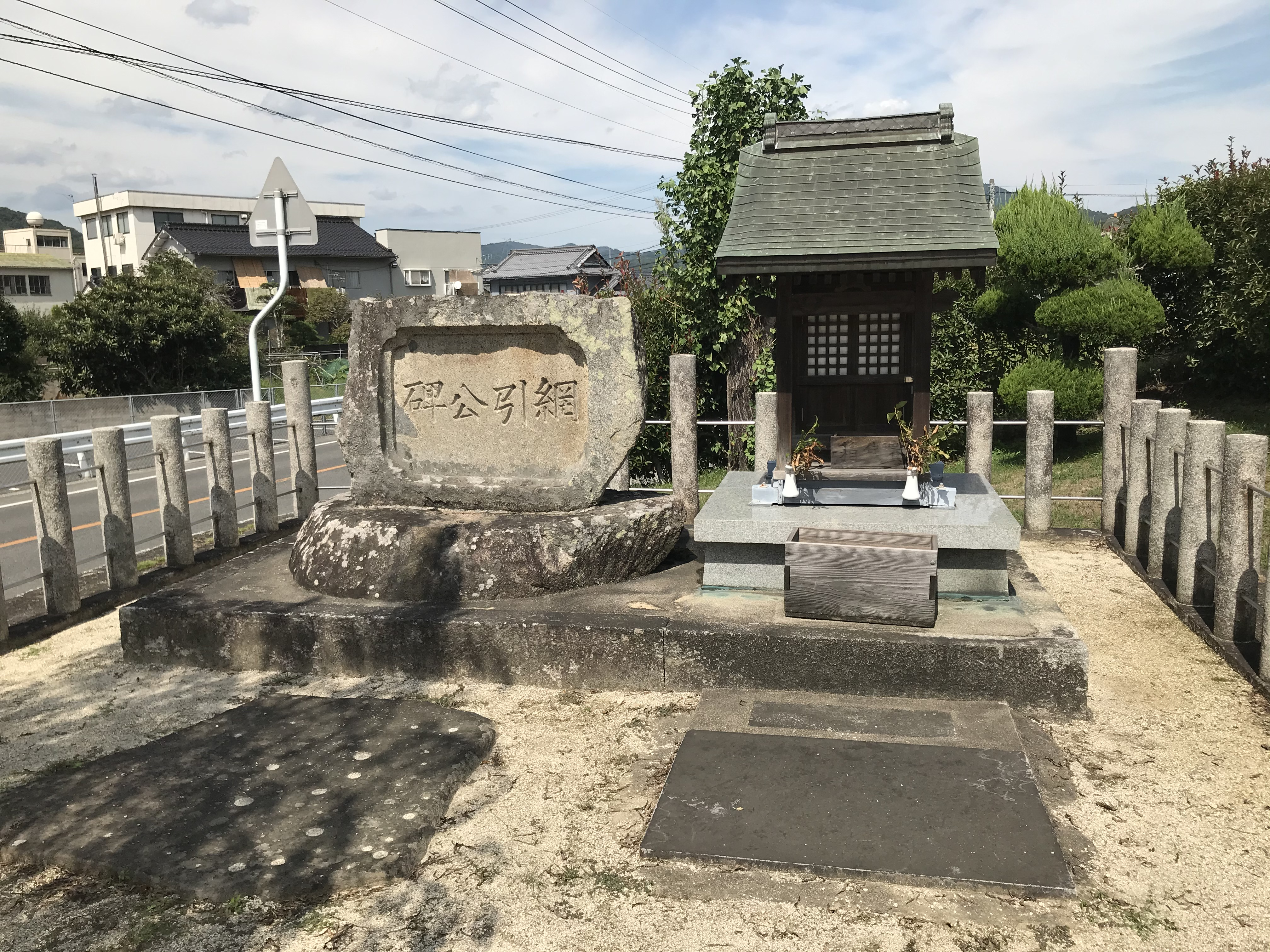
網引公碑（2020年9月撮影）

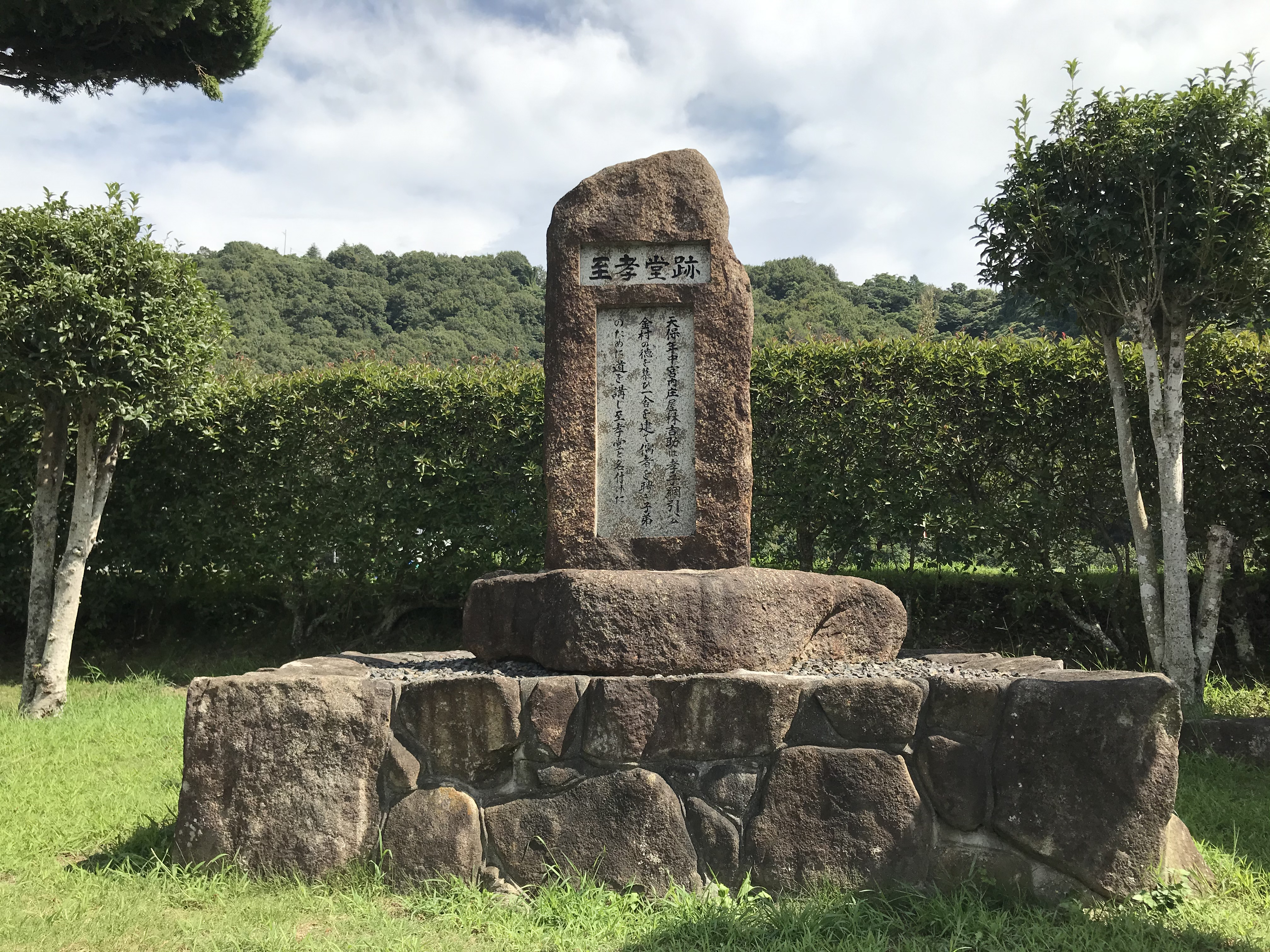
至孝堂跡碑（2020年9月撮影）

網引公碑・至孝堂跡 - 1837年（天保8年）、宮内村庄屋の林吉助が深く金村の公徳を追慕し、故跡である神谷川の川岸に顕彰碑を建立し、私塾「至孝堂」を設けた。当所に福山藩儒で藩校教授の衣川閑斎を招いて庶民に道を講じさせた。塾舎は老朽化により取り壊された。